# Stefan Küng
Stefan Küng (* 16. November 1993 in Wil) ist ein schweizerisch-liechtensteinischer Radrennfahrer, der auf Bahn und Strasse aktiv ist.

## Karriere
2008 erreichte Stefan Küng seinen ersten grossen internationalen Erfolg, als er bei den Strassen-Europameisterschaften der Junioren in Ankara den achten Platz im Einzelzeitfahren belegte. Im Jahr darauf gewann er die Berner Rundfahrt in der Klasse U19. 2011 wurde er gemeinsam mit Théry Schir Junioren-Europameister im Zweier-Mannschaftsfahren und zudem zweifacher Schweizer Junioren-Meister im Einzelzeitfahren auf der Strasse sowie im Omnium auf der Bahn. Im selben Jahr belegte er bei den Spielen der kleinen Staaten von Europa, bei denen Küng für Liechtenstein startete, jeweils Platz zwei im Strassenrennen, hinter Bob Jungels aus Luxemburg, mit dem Team in der Mannschaftswertung sowie im Einzelzeitfahren, ebenfalls hinter Jungels. Im selben Jahr gewann er den Lauf des UIV-Cups beim Zürcher Sechstagerennen.
Seit 2013 startete Küng in der Elite; beim Lauf des Bahnrad-Weltcups 2012/13 in Aguascalientes belegte er mit Tom Bohli, Silvan Dillier und Loïc Perizzolo in der Mannschaftsverfolgung Rang zwei. Bei den Spielen der kleinen Staaten von Europa 2013 gewann er die Goldmedaille im Einzelzeitfahren.
2014 errang Stefan Küng zunächst zwei Medaillen bei den Bahn-Weltmeisterschaften der Elite. Später im Jahr wurde er dreifacher U23-Europameister, auf der Strasse im Strassenrennen sowie im Einzelzeitfahren und auf der Bahn in der Einerverfolgung. Bei seiner ersten Teilnahme an einer grossen Rundfahrt stürzte er in der zwölften Etappe des Giro d’Italia 2015 schwer und brach sich einen Brustwirbel. Bei den anschliessenden Strassenweltmeisterschaften 2015 wurde er mit seinem BMC Racing Team Weltmeister im Mannschaftszeitfahren und anschliessend bei den Bahn-Europameisterschaften im schweizerischen Grenchen Europameister in der Einerverfolgung.
Im Dezember 2015 erkrankte Küng am Pfeiffer’schen Drüsenfieber, so dass er auf einen Start bei den Bahnradsport-Weltmeisterschaften 2016 in London verzichten musste. Während des Prologs zum Giro d’Italia stürzte er und wenig später erneut bei den Schweizer Meisterschaften im Einzelzeitfahren, brach sich ein Schlüsselbein und das linke Becken. Diese Verletzungen verhinderten einen Start bei den Olympischen Spielen 2016 in Rio de Janeiro. Küng selbst sprach von einem «verhexten Jahr», auch wenn er im September bei den Strassenweltmeisterschaften gemeinsam mit seinem Team von BMC Vize-Weltmeister wurde.
2018 brach sich Stefan Küng bei einem Sturz während des Rennens Paris–Roubaix den Kiefer, weshalb er auf einen Start bei der heimischen Tour de Romandie verzichten musste. Bei den Strassen-Weltmeisterschaften 2019 belegte er im Straßenrennen Platz drei, und im Jahr darauf wurde er Europameister im Einzelzeitfahren und belegte bei den Weltmeisterschaften erneut einen dritten Platz, dieses Mal im Einzelzeitfahren. Auch 2021 liess sich Küng im italienischen Trient zum Europameister im Einzelzeitfahren küren.
Bei der Tour de Suisse 2022 zeigte Küng auch in den anspruchsvollen Bergetappen eine konstant starke Leistung und belegte zum Schluss den fünften Rang im Gesamtklassement. Im selben Jahr gewann er die Tour Poitou-Charentes en Nouvelle-Aquitaine, den Chrono des Nations und wurde Weltmeister in der Mixed-Staffel. Bei den Weltmeisterschaften und den Europameisterschaften jeweils die Silbermedaille im Einzelzeitfahren. 2023 wurde er mit der Schweizer Mannschaft erneut Weltmeister in der Mixed-Staffel.

## Auszeichnungen
- Mitglied der Schweizer «Radsport-Mannschaft des Jahres» (2014), gemeinsam mit Frank Pasche, Loïc Perizzolo, Théry Schir und Cyrille Thièry

## Erfolge

### Strasse
2011
- Schweizer Meister (Junioren) – Einzelzeitfahren

2013
- Giro del Belvedere
- Schweizer Meister (U23) – Einzelzeitfahren

2014

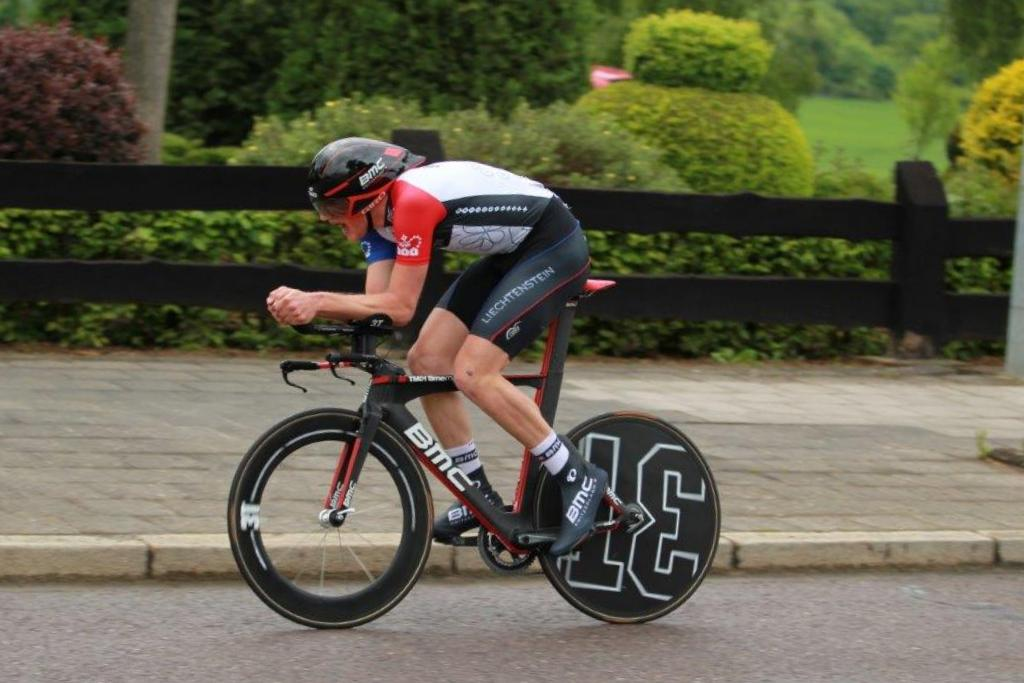
Stefan Küng bei den Schweizer Meisterschaften 2013

- Gesamtwertung und Prolog Tour de Normandie
- Flèche Ardennaise
- Strassenradsport-Europameisterschaften – Einzelzeitfahren (U23)
- Strassen-Europameisterschaften – Strassenrennen (U23)
- Strassen-Weltmeisterschaften – Einzelzeitfahren (U23)

2015
- Volta Limburg Classic
- eine Etappe Tour de Romandie
- Weltmeister – Mannschaftszeitfahren

2016
- Mannschaftszeitfahren Eneco Tour
- Weltmeisterschaft – Mannschaftszeitfahren

2017
- Mannschaftszeitfahren Valencia-Rundfahrt
- Mannschaftszeitfahren Tirreno–Adriatico
- eine Etappe und Punktewertung Tour de Romandie
- Schweizer Meister – Einzelzeitfahren
- eine Etappe BinckBank Tour
- Weltmeisterschaft – Mannschaftszeitfahren

2018
- Mannschaftszeitfahren Valencia-Rundfahrt
- Mannschaftszeitfahren Tirreno–Adriatico
- eine Etappe und Mannschaftszeitfahren Tour de Suisse
- Schweizer Meister – Einzelzeitfahren
- Mannschaftszeitfahren Tour de France
- eine Etappe BinckBank Tour
- Weltmeisterschaft – Mannschaftszeitfahren

2019
- eine Etappe Algarve-Rundfahrt
- eine Etappe Tour de Romandie
- Schweizer Meister – Einzelzeitfahren
- Tour du Doubs
- eine Etappe Slowakei-Rundfahrt
- Weltmeisterschaft – Straßenrennen

2020
- Schweizer Meister – Einzelzeitfahren, Strassenrennen
- Europameister – Einzelzeitfahren
- Weltmeisterschaft – Einzelzeitfahren

2021

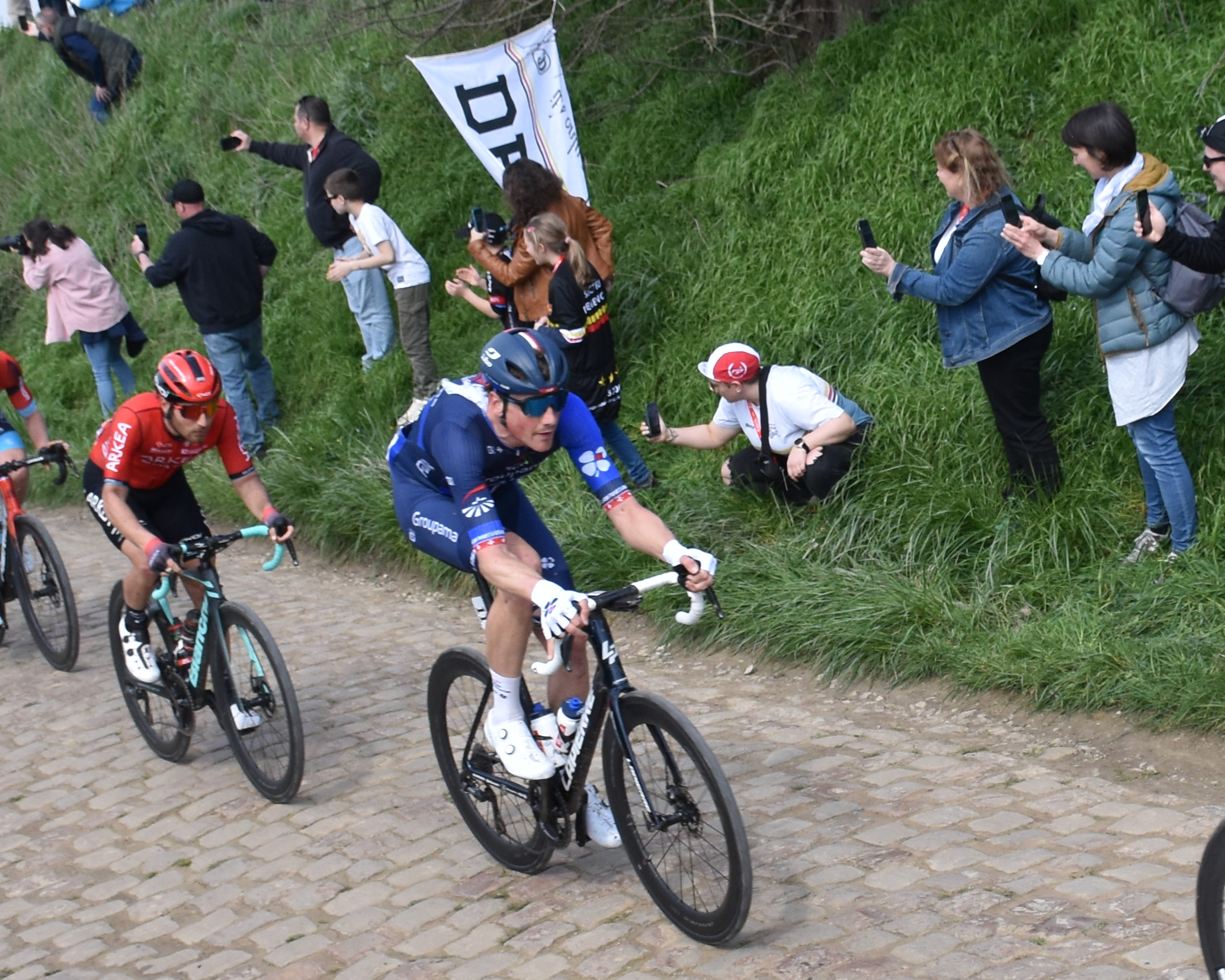
Stefan Küng (Paris–Roubaix 2023)

- Gesamtwertung und eine Etappe Valencia-Rundfahrt
- eine Etappe Tour de Suisse
- Schweizer Meister – Einzelzeitfahren
- Europameister – Einzelzeitfahren

2022
- Gesamtwertung und eine Etappe Tour Poitou-Charentes en Nouvelle-Aquitaine
- Europameisterschaft – Einzelzeitfahren
- Weltmeisterschaft – Einzelzeitfahren
- Weltmeister – Mixed-Staffel
- Chrono des Nations

2023
- eine Etappe Volta ao Algarve
- eine Etappe Tour de Suisse
- Weltmeister – Mixed-Staffel

2024
- Schweizer Meister – Einzelzeitfahren
- eine Etappe Vuelta a España
- Straßenradsport-Europameisterschaften (Einzelzeitfahren)

### Bahn
2011

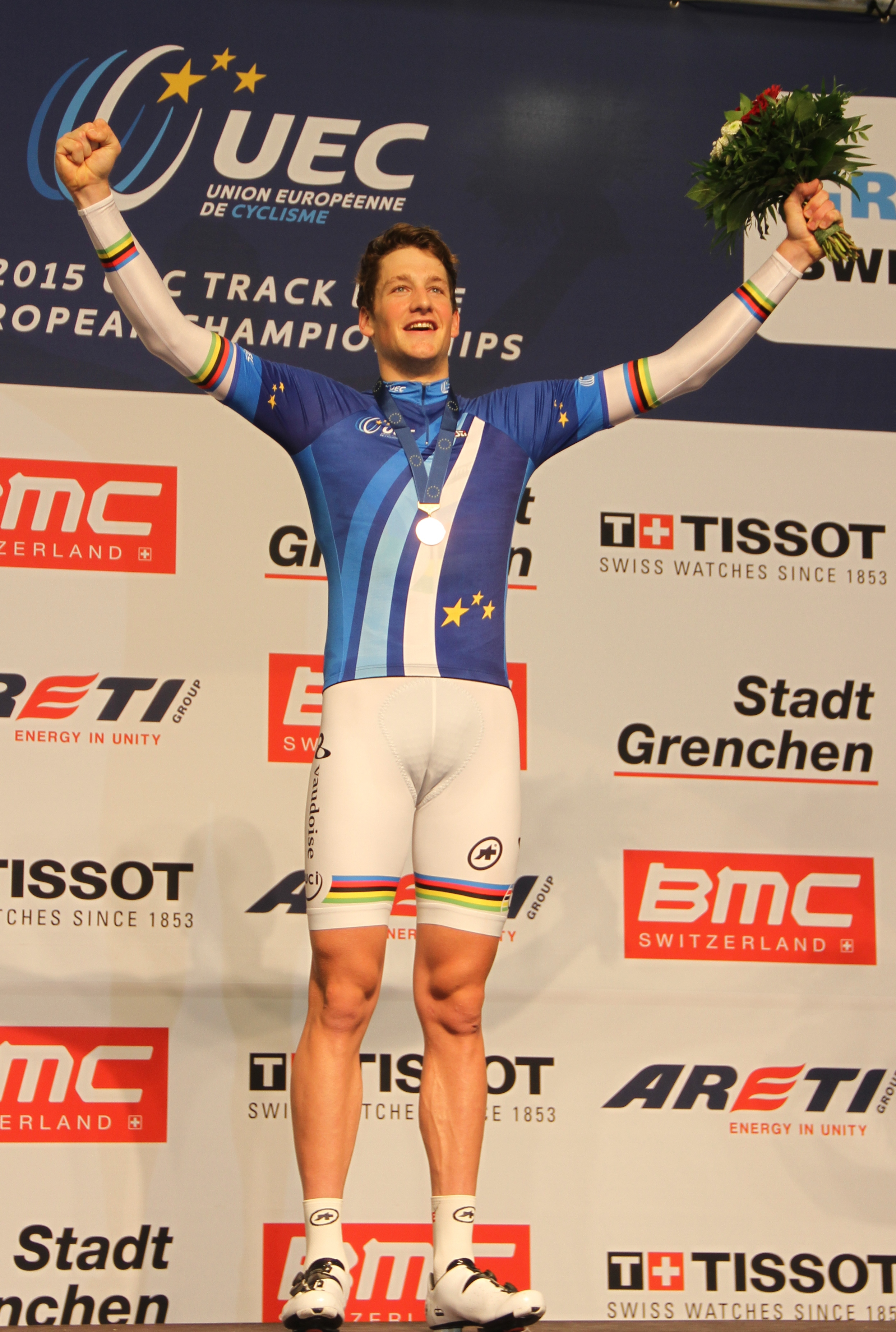
Küng als Europameister in der Einerverfolgung 2015

- Europameister (Junioren) – Madison mit Théry Schir
- Schweizer Meister (Junioren) – Omnium

2013
- U23-Europameister – Einerverfolgung, Mannschaftsverfolgung mit Tom Bohli, Frank Pasche und Théry Schir
- U23-Europameisterschaft – Madison mit Théry Schir
- Schweizer Meister – Einerverfolgung

2014
- Weltmeisterschaft – Einerverfolgung
- Weltmeisterschaft – Madison mit Théry Schir
- U23-Europameisterschaft – Einerverfolgung, Mannschaftsverfolgung mit Tom Bohli, Frank Pasche und Théry Schir

2015
- Weltmeister – Einerverfolgung
- Schweizer Meister – Einerverfolgung
- Schweizer Meister – Punktefahren
- Schweizer Meister – Zweier-Mannschaftsfahren (mit Théry Schir)
- Europameister – Einerverfolgung

## Wichtige Platzierungen
| Grand Tour            | 2015 | 2016 | 2017 | 2018 | 2019 | 2020 | 2021 | 2022 | 2023 | 2024 |
| --------------------- | ---- | ---- | ---- | ---- | ---- | ---- | ---- | ---- | ---- | ---- |
| Giro d’ItaliaGiro     | DNF  | 60   | –    | –    | –    | –    | –    | –    | DNF  | –    |
| Tour de FranceTour    | –    | –    | 79   | 53   | 96   | DNF  | 49   | 32   | 54   | DNF  |
| Vuelta a EspañaVuelta | –    | –    | –    | –    | –    | –    | –    | –    | –    | 39   |

| Weltmeisterschaft        | 2015 | 2016 | 2017 | 2018 | 2019 | 2020 | 2021 | 2022 | 2023 | 2024 |
| ------------------------ | ---- | ---- | ---- | ---- | ---- | ---- | ---- | ---- | ---- | ---- |
| StraßenrennenStraße      | –    | 38   | 44   | –    | 3    | –    | 41   | 20   | 5    | 37   |
| EinzelzeitfahrenEZF      | 19   | 17   | 25   | 12   | 10   | 3    | 5    | 2    | 12   | 8    |
| MannschaftszeitfahrenMZF | 1    | 2    | 2    | DNF  | –    | –    | 4    | 1    | 1    | 0    |

| Monument                 | 2015 | 2016 | 2017 | 2018 | 2019 | 2020 | 2021 | 2022 | 2023 | 2024 | 2025 |
| ------------------------ | ---- | ---- | ---- | ---- | ---- | ---- | ---- | ---- | ---- | ---- | ---- |
| Mailand–Sanremo          | –    | –    | –    | –    | 59   | 52   | –    | –    | –    | 23   | –    |
| Flandern-Rundfahrt       | –    | 60   | 41   | 55   | 44   | 102  | 44   | 5    | 6    | 41   | 7    |
| Paris–Roubaix            | 63   | 41   | DNF  | DNF  | 11   | –    | DNF  | 3    | 5    | 5    | 43   |
| Lüttich–Bastogne–Lüttich | –    | –    | –    | –    | –    | –    | –    | –    | –    | –    |      |
| Lombardei-Rundfahrt      | –    | –    | –    | –    | –    | –    | –    | –    | –    | –    |      |